# The Eraser
The Eraser er titlen på Radiohead-forsanger, Thom Yorkes, første soloplade. Albummet blev udgivet den 10. juli 2006 i Danmark og den 11. juli i USA og Canada. The Eraser blev nomineret til både Mercury Music Prize og 2007 Grammy Award for bedste alternative musikalbum.  

## Baggrund
På Radioheads blog Dead Air Space skrev Thom Yorke den 11. maj et indlæg, der kun indeholdt et link til theeraser.net. To dage senere fik flere Radiohead-fansider en email fra Yorke, hvor han annoncerede albummet samt nogle små detaljer. Blandt andet, at det ville blive produceret af Nigel Godrich, indeholdt sange skrevet og spillet af Yorke alene og at det var mere "beats and electronics". 
Senere har Yorke udtalt: "I don't wanna hear that word solo", for at understrege at Radiohead ikke var ved at gå i opløsning. Samtidig med The Eraser tog Radiohead på en omfattende tour hvor de også besøgte Danmark den 6. og 7. maj i KB Hallen. Størstedelen af pladen indeholder kun materiale af Yorke, men blandt andet titelnummeret og "Black Swan" indeholder samples lavet af andre medlemmer fra bandet. Blandt andet er klaveret på titelnummeret spillet af Jonny Greenwood, men optaget og redigeret af Yorke. Pladen er væsentligt mere elektronisk orienteret og med et meget anderledes udtryk end hvad man normalt kender Yorke for i Radiohead.

## Indhold
1. "The Eraser" – 4:55
2. "Analyse"  – 4:02
3. "The Clock" – 4:13
4. "Black Swan" – 4:49
5. "Skip Divided" – 3:35
6. "Atoms For Peace" – 5:13
7. "And It Rained All Night" – 4:15
8. "Harrowdown Hill" – 4:38
9. "Cymbal Rush" – 5:15

## Singler
| Titel             | Udgivelsesdato | Album      | Højeste plads | Højeste plads          |
| Titel             | Udgivelsesdato | Album      | UK            | U.S.                   |
| ----------------- | -------------- | ---------- | ------------- | ---------------------- |
| "Black Swan"      | July 2006      | The Eraser | -             | 40 (Modern Rock Chart) |
| "Harrowdown Hill" | August 2006    | The Eraser | 23            | -                      |
| "Analyse"         | October 2006   | The Eraser | -             | -                      |